# Odontesthes ledae
Odontesthes ledae is een straalvinnige vissensoort uit de familie van koornaarvissen (Atherinidae). De wetenschappelijke naam van de soort is voor het eerst geldig gepubliceerd in 2002 door Malabarba & Dyer.